# Nauru az 1996. évi nyári olimpiai játékokon
Nauru az egyesült államokbeli Atlantában megrendezett 1996. évi nyári olimpiai játékok egyik részt vevő nemzete volt. Az országot az olimpián 1 sportágban 3 sportoló képviselte, akik érmet nem szereztek. Nauru első alkalommal vett részt az olimpiai játékokon.

## Súlyemelés
Férfi

| Versenyző       | Versenyszám | Szakítás                 | Szakítás                 | Lökés    | Lökés    | Összesen | Helyezés |
| Versenyző       | Versenyszám | Eredmény                 | Helyezés                 | Eredmény | Helyezés | Összesen | Helyezés |
| --------------- | ----------- | ------------------------ | ------------------------ | -------- | -------- | -------- | -------- |
| Marcus Stephen  | 59 kg       | érvényes kísérlet nélkül | érvényes kísérlet nélkül | kiesett  | kiesett  | kiesett  | kiesett  |
| Quincy Detenamo | 76 kg       | 110,0                    | 22.                      | 142,5    | 20.      | 252,5    | 20.      |
| Gerard Garabwan | 91 kg       | 115,0                    | 24.                      | 150,0    | 24.      | 265,0    | 24.      |